# Andy Van Vliet
Andy Van Vliet (Brasschaat, 27 luglio 1995) è un cestista belga.

## Palmarès
- Campionato polacco: 1

Trefl Sopot: 2023-2024
- Coppa di Israele: 1

Bnei Herzliya: 2022